# Chrysosplenium filipes
Chrysosplenium filipes är en stenbräckeväxtart som beskrevs av Komarov. Chrysosplenium filipes ingår i släktet gullpudror, och familjen stenbräckeväxter. Inga underarter finns listade i Catalogue of Life.